# 庫里亞奇夫卡 (舊別利斯克區)
49°20′2″N 38°51′51″E / 49.33389°N 38.86417°E
庫里亞奇夫卡（烏克蘭語：Курячівка）是位於烏克蘭東部的村莊，由盧甘斯克州舊比利斯克區的舊比利斯克市鎮負責管轄。該村處於比拉河畔，始建於1766年，面積2.24平方公里，海拔高度60米，2001年人口850。